# Държавен одит
Държавният одит е проверка (одит), която се извършва в рамките на процедура, включваща действията по събиране и анализиране на финансова и нефинансова информация за оценка на управлението на бюджетните и другите публични средства.
Той е елемент на държавното управление и се осъществява от специализиран одитен орган, наричан обикновено сметна палата. Предназначението му е да се упражни финансов контрол върху публичните финанси с цел да се подобри тяхното финансово управление.
В света се различават структурно и функционално 2 типа върховни одитни институции:
- британски (или едноличен с генерален одитор начело на институцията и помощен персонал към него) и
- френски, където върховната одитна институция е с независима юрисдикция със съд и прокуратура към нея.

Смесените типове ВОИ между двата водещи модела институции са изградени на колегиален принцип и могат да налагат юридическа отговорност. Сметните палати са извън 3-те власти – законодателна, изпълнителна и съдебна.
Сметните палати в света имат своя международна организация – ИНТОСАЙ, а европейските - ЕВРОСАЙ.